# Nova Roma
Nova Roma is een gemeente in de Braziliaanse deelstaat Goiás. De gemeente telt 3.633 inwoners (schatting 2009).